# Gand-Wevelgem 1972
La Gand-Wevelgem 1972, trentaquattresima edizione della corsa, si svolse il 12 aprile su un percorso di 245 km, con partenza a Gand e arrivo a Wevelgem. Fu vinta dal belga Roger Swerts della Molteni davanti all'italiano Felice Gimondi e al belga Eddy Merckx.

## Ordine d'arrivo (Top 10)
| Pos. | Corridore              | Squadra                | Tempo    |
| ---- | ---------------------- | ---------------------- | -------- |
| 1    | Roger Swerts           | Molteni                | 5h50'00" |
| 2    | Felice Gimondi         | Salvarani              | s.t.     |
| 3    | Eddy Merckx            | Molteni                | s.t.     |
| 4    | Tony Houbrechts        | Salvarani              | s.t.     |
| 5    | Frans Verbeeck         | Watney-Avia            | s.t.     |
| 6    | Albert Van Vlierberghe | Ferretti               | a 48"    |
| 7    | Walter Planckaert      | Watney-Avia            | s.t.     |
| 8    | Michel Périn           | Gan-Mercier-Hutchinson | a 1'10"  |
| 9    | Wim Schepers           | Rokado                 | s.t.     |
| 10   | Yves Hézard            | Sonolor-Lejeune        | s.t.     |